# Coupe ASOBAL 2003-2004
Navigation
Coupe ASOBAL 2002-2003 Coupe ASOBAL 2004-2005
La Coupe ASOBAL 2003-2004 est la 14e édition de la compétition qui a eu lieu les 27 et 28 décembre 2003 dans la Quijote Arena de Ciudad Real.
Elle est remportée par le BM Ciudad Real pour la 1re fois.

## Équipes engagées et formule
Les équipes engagées sont les quatre premières équipes du Championnat d'Espagne 2002-2003, à savoir le FC Barcelone, le BM Ciudad Real, le CB Ademar León et le Portland San Antonio.
Le format de la compétition est une phase finale à 4 (demi-finale, finale) avec élimination directe. L'équipe qui remporte la compétition obtient une place qualificative pour la Coupe EHF 2004-2005 (2e place attribuée). Si le vainqueur obtient par un autre biais une place en Ligue des champions, Coupe des coupes ou  Coupe EHF 2004-2005 (1re place attribuée), la place qualificative est réattribuée au club le mieux classé en championnat.

## Résultats
|  | Demi-finales         | Demi-finales |                |    | Finale | Finale |
|  | Demi-finales         | Demi-finales |                |    | Finale | Finale |
|  |                      |              |                |    |        |        |
|  |                      |              |                |    |        |        |
|  |                      |              |                |    |        |        |
|  | BM Ciudad Real       | 26           |                |    |        |        |
|  | BM Ciudad Real       | 26           |                |    |        |        |
|  | Portland San Antonio | 18           |                |    |        |        |
|  | Portland San Antonio | 18           | BM Ciudad Real | 29 |        |        |
|  |                      |              | BM Ciudad Real | 29 |        |        |
|  |                      | FC Barcelone | 18             |    |        |        |
|  | CB Ademar León       | FC Barcelone | 18             | 22 |        |        |
|  | CB Ademar León       |              |                | 22 |        |        |
|  | FC Barcelone         | 28           |                |    |        |        |
|  | FC Barcelone         | 28           |                |    |        |        |